# Easton (Maine)
Easton – miasto w Stanach Zjednoczonych, w stanie Maine, w hrabstwie Aroostook.